# Moahni Moahna
Moahni Moahna - шведская хеви-металлическая группа, основанная в начале 1990-х гитаристами Хенриком Флайменом и Томми Реном. Третьим постоянным участником группы вскоре стал вокалист Мартен Хагстрём. Оригинальный стиль группы рядом изданий характеризуется как "fantasy metal". Несмотря на то, что группа не проявляет активности с 1997 года, когда они дали свой последний живой концерт в поддержку Deep Purple в Швеции, официального заявления о роспуске группы сделано не было. В настоящее время музыканты заняты в других проектах: Хенрик Флаймен - в Evil Masquerade и Lacrimosa, Томми Рен - в Angtoria, Мартен Хагстрём - сольные выступления.

## История группы
У истоков создания "Moahni Moahna" стояли Хенрик Флаймен и Томми Рен. Оба играли в любительской группе "Give the Iron" (в переводе на русский — «дай железа»; название является буквальным переводом шведского выражения "ge jarnet", семантически означающего "go for it" («пойти на это»)), созданной Хенриком ещё в подростковом возрасте и выступавшей в рок-клубах, торговых центрах, школах, мотоциклетных клубах.
Совершенствование навыков владения инструментами, написания песен и участия в шоу привело Хенрика и Томми к осознанию невозможности дальнейшего развития в рамках "Give the Iron". Композиционное качество песен становилось всё сложней и требовало более высокого мастерства исполнителей. Для решения этой проблемы, Хенрик и Томми решил поэкспериментировать. Они собрали лучших местных музыкантов, чтобы записать три свои самые сложные песни.
Полученное качество материала удовлетворило их настолько, что было принято решение выпустить мини-CD. А поскольку это уже не являлось "Give the Iron", то новая группа получила название "Moahni Moahna" (произносится как «Мо-а-ни Мо-а-на»), в честь песни "Give the Iron". Выпущенный мини-CD Face the Light содержал три песни — "Face the Light", "The Quest For the Unholy Sword", "Eternal Slaves". Для удовлетворения возросших амбиций участников также было решено снять видео на кратчайший трек диска — "The Quest For the Unholy Sword" (продолжительность — 5:50). Это видео предлагалось к распространению всем желающим. И хотя уровень ожиданий был высок, телефонный звонок из Headbangers Ball канала MTV оказался для них неожиданностью: видео было выбрано для ротации в эфире.
Успешная ротация видео в Headbangers Ball укрепила участников группы в мысли, что пришло время записи полноценного альбома. Состоящая в начале из 5-ти участников, группа включила свои ряды шестого - клавишника. Однако новый член группы не был единственным дополнением: при записи альбома использовались струнные инструменты, рога, флейты, губная гармошка, аккордеон, маршевые барабаны, хор, а также камерный оркестр.
Вскоре группа получила контракт на запись. Частые изменения состава не касались только основателей группы — Хенрика Флаймена (гитара), Томми Рена (гитара) и Мартена Хагстрёма (вокал). Остальные участники частенько менялись и через группу прошли, например, Magnus Bystrom (ударные), Fredrik Sahlander (бас-гитара), Tony Konberg (бэк-вокал), Johan Boback (клавишные), Jaime Salazar (ударные), Richard Anderson (клавишные), Bjorn Hagberg (ударные).
Часть релиза дебютного альбома Temple of Life, состоящего из восьми песен, поступила и была распродана в Hard Rock Cafe Стокгольма, текущего места жительства Хенрика и Томми. Вскоре следом выходит сингл Queen Shamar, включающий в себя две композиции — "Queen Shamar (radio edit)" и "Day Tripper".
Возникшие юридические и финансовые трудности поставили "Moahni Moahna" перед выбором: прекратить своё существование либо двигаться дальше к успеху, преодолевая возникающие препятствия. Группа выбрала второе: Хенрик и Томми основали собственный лейбл — "Santa Claus Production" — и подписали контракт с немецким лейблом "Rising Sun". Новый альбом группы — Why — получил в подавляющем большинстве хорошую прессу и великолепные отзывы. В противовес гранжу 1990-х и негативному влиянию Seattle Wave на хард-рок-сцену, "Moahni Moahna" были положительно отмечены прессой, радио и телевидением. Более того, группа была приглашена открывать концерты Deep Purple в Швеции!
Тем не менее, продолжающиеся юридические и финансовые проблемы привели к свёртыванию сотрудничества между Хенриком и Томми. И, в конечном итоге, Томми возвращается в Сундсвалль. После этого группа не проявляла активности, но и официально о роспуске никто из участников не заявлял.

## Составы

### Текущий состав
- Хенрик Флаймен - гитара, бас-гитара, клавишные (1992–наши дни)
- Томми Рен - гитара, бас-гитара, клавишные (1992–наши дни)
- Мартен Хагстрём - вокал (1993–наши дни)

### Приглашенные участники
- Мартин Хагстрём - вокал (1992)
- Magnus Bystrom - ударные (1992-1994)
- Marcus Winberg - бас-гитара (1992)
- Fredrik Sahlander - бас-гитара (1994)
- Johan Boback - клавишные (1994)
- Asa Arvidsson - аккордеон (1994)

## Дискография
- Face the Light (EP) (1992)
- Temple of Life (LP) (1994)
- Queen Shamar (SP) (1994)
- Why (LP) (1997)

## Другие релизы
- Moahni Moahna – Alive (1993) (bootleg)
- Metallic Mayhem Part One - Queen Shamar (1995)
- Pure Metal Sampler Club Members' Edition 1995 Vol. 1 - Queen Shamar (1995) (выдержка)

## Видео
- The Quest For the Unholy Sword (1992)[1]
- Radio's to Blame (1996)[2]